# The Invisible Man (canção)
"The Invisible Man" é um single da banda de rock britânica Queen, escrito pelo baterista Roger Taylor, embora creditada ao grupo. A canção é cantada em sua maioria por Freddie Mercury, com contribuições vocais de Taylor. Canção originalmente lançada no álbum The Miracle, foi lançada como single em agosto de 1989. O destaque da faixa é por ser a única na história da banda em que os nomes dos integrantes são citados na letra.
O videoclipe de "The Invisible Man" utiliza-se de um jogo, no qual os membros da banda atuam. A canção alcançou a sexta posição nas paradas holandesas.

## Ficha técnica
- Freddie Mercury: vocais
- Brian May: guitarra
- Roger Taylor: bateria, vocais, teclado, guitarra e composição
- John Deacon: baixo e guitarra

Músicos convidados
- David Richards - teclado, produção musical e engenharia de áudio